# Andrena platyparia
Andrena platyparia là một loài cánh màng thuộc họ Andrenidae. Loài này được Robertson mô tả khoa học năm 1895. Loài này có ở Bắc Mỹ.